# Kniphofia rigidifolia
Kniphofia rigidifolia är en grästrädsväxtart som beskrevs av Eileen Adelaide Bruce. Kniphofia rigidifolia ingår i Fackelliljesläktet som ingår i familjen grästrädsväxter.
Artens utbredningsområde är Mpumalanga. Inga underarter finns listade i Catalogue of Life.